# 水俣警察署
水俣警察署（みなまたけいさつしょ）は、熊本県警察所管の警察署である。

## 所管区域
- 水俣市
- 葦北郡津奈木町

## 所在地
- 熊本県水俣市ひばりヶ丘3番1号
- 最寄駅 JR九州・肥薩おれんじ鉄道新水俣駅徒歩10分。
- 最寄バス停 産交バス・南国交通「新水俣駅」バス停徒歩10分。

## 沿革

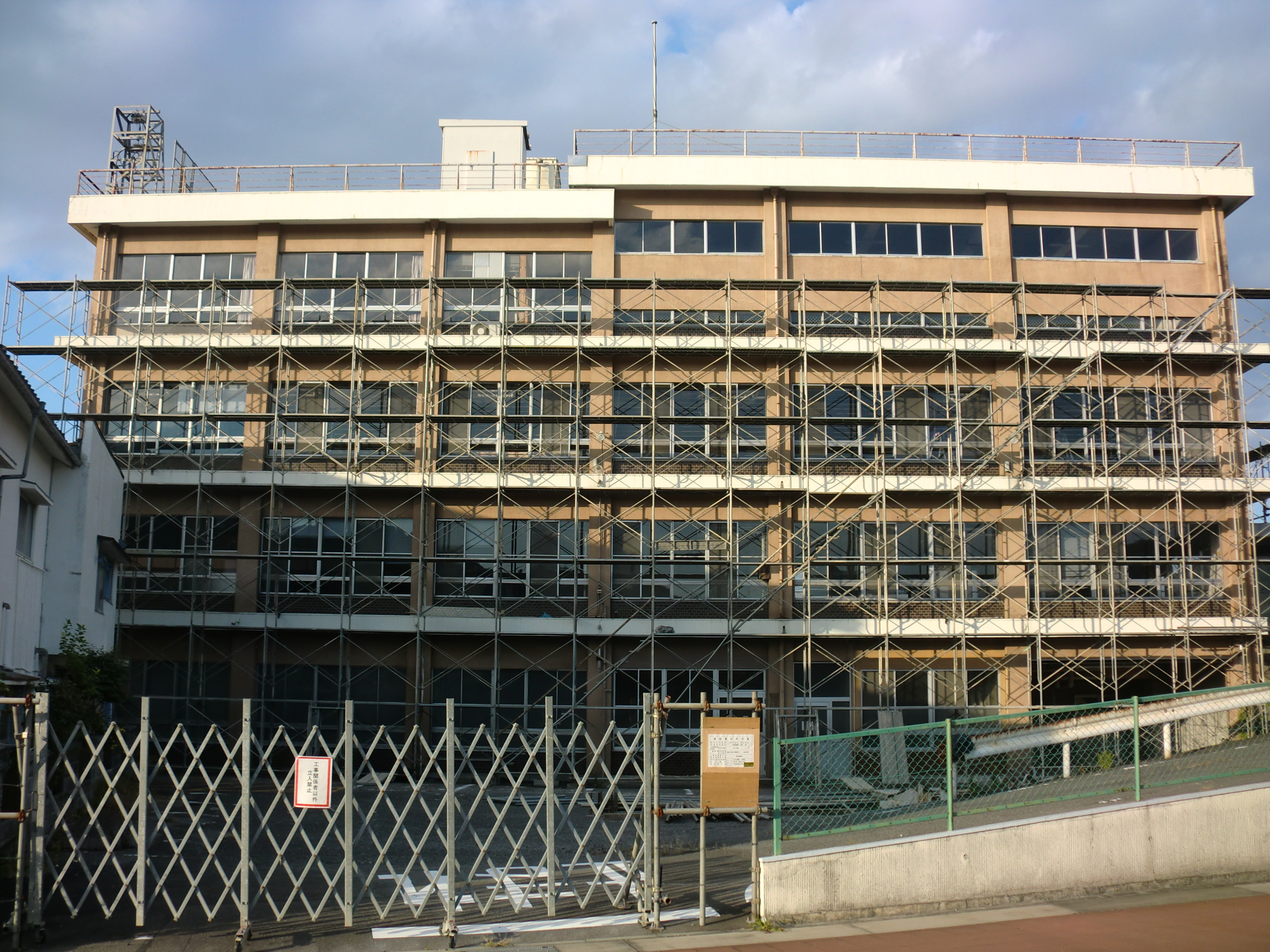
現在地に移転する前の水俣警察署

- 1881年2月10日 - 八代警察署水俣分署が水俣市陣内2848番地に設置[1]
- 1898年2月 - 芦北警察署の分署となる。
- 1911年4月 - 佐敷警察署の分署となる。
- 1926年7月1日 - 佐敷警察署から独立し水俣警察署となる
- 1940年8月 - 水俣市陣内3023-1に木造瓦葺2階建て庁舎完成。（敷地992m2）（1954年に水俣市天神町2丁目に変更）
- 1948年1月 - 警察法改正に伴い水俣町自治警察署になる。管轄が葦北郡水俣町になる。葦北郡津奈木村と久木野村は国家警察芦北地区警察署の管轄になる。[2]
- 1949年4月1日 - 市制施行に伴い水俣市自治警察署になる。管轄が水俣市になる。[2]
- 1954年7月1日 - 警察制度改正に伴い熊本県警察水俣警察署になる。管轄が水俣市、葦北郡津奈木村、久木野村になる。[2]
- 1956年9月1日 - 葦北郡久木野村が編入されたことに伴い、管轄区域が水俣市、葦北郡津奈木村になる。
- 1963年4月1日 - 葦北郡津奈木村が津奈木町に昇格したことに伴い、管轄区域が水俣市、葦北郡津奈木町になる。
- 1967年3月29日 - 鉄筋コンクリート4階建ての庁舎に建て替えられる（延べ面積1401m2）[3]。
- 2008年 - 現在地に移転

## 交番・駐在所
| 名称         | 読み         | 所在地                          |
| ------------ | ------------ | ------------------------------- |
| 水俣駅交番   | みなまたえき | 水俣市桜井町1丁目1番90号        |
| 袋駐在所     | ふくろ       | 水俣市袋1470-21                 |
| 葛渡駐在所   | くずりわたり | 水俣市葛渡49-1                  |
| 津奈木駐在所 | つなぎ       | 葦北郡津奈木町大字小津奈木310-2 |
| 福浜駐在所   | ふくはま     | 葦北郡津奈木町大字福浜3514-5    |